# Sixteen Tons

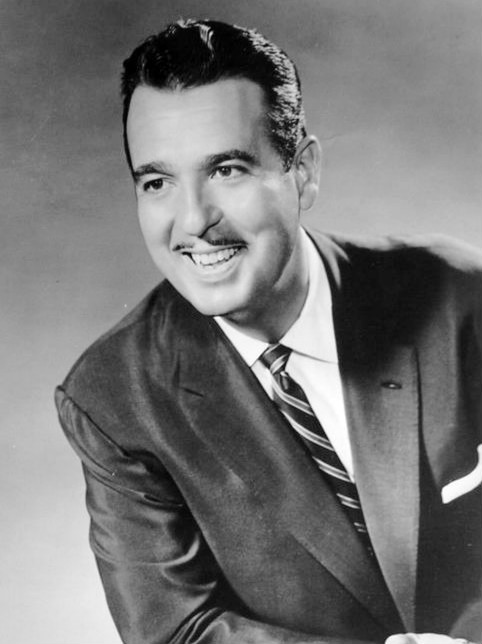
Versiune melodiei realizată de Tennessee Ernie Ford a fost hit de locul unu în Statele Unite

„Sixteen Tons”  este un cântec despre viața unui miner prima oară înregistrat în 1946 de către cântăreațul american de country Merle Travis și publicat în albumul său Folk Songs of the Hills anul următor. O versiune din 1955 a cântecului înregistrată de Tennessee Ernie Ford a ajuns pe locul unu în topurile Billboard, în timp ce o altă versiune a lui Frankie Laine a fost lansată în Regatul Unit.